# Enkō-ji (Sukumo)
Pour le temple situé à Kyoto, voir Enkō-ji.
Le Enkō-ji (延光寺) est un temple du bouddhisme Shingon situé à Sukumo, dans la préfecture de Kōchi au Japon. C'est le 39e des 88 temples de la route du pèlerinage de Shikoku.

## Histoire

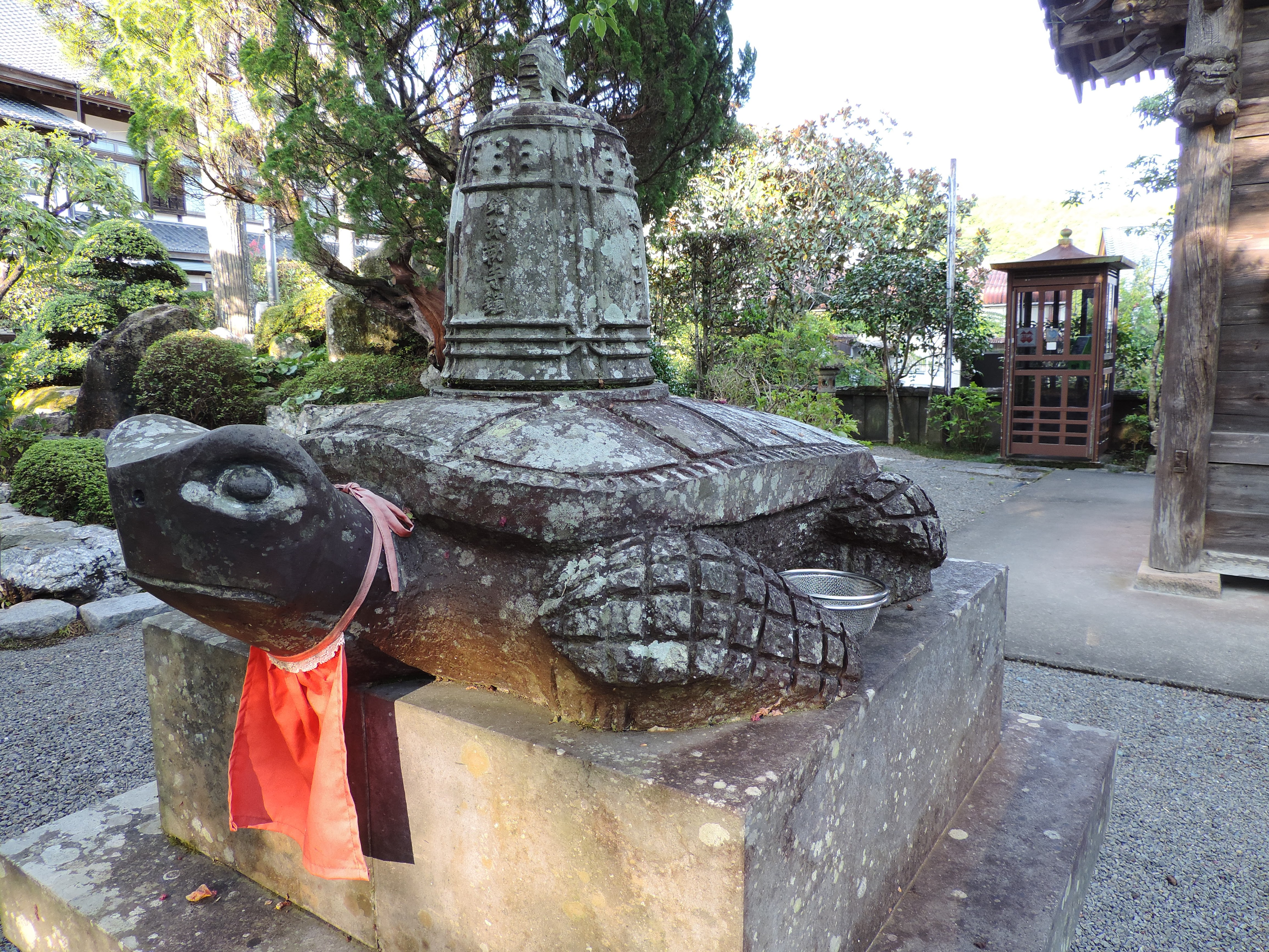
Statue de la tortue rouge.

Le temple a été fondé par Gyōki en 724 sur ordre de l'empereur Shōmu. Il y a sculpté une statue en bois de Yakushi Nyorai pour prier pour un accouchement en toute sécurité et éloigner les mauvais esprits. En 911, une tortue rouge aurait grimpé de la mer au temple en portant une cloche sur son dos. Des statues de cette tortue peuvent être vues dans le temple.
En 2015, le Enmyō-ji est désigné Japan Heritage avec les 87 autres temples du pèlerinage de Shikoku.